# Bajdy (województwo warmińsko-mazurskie)
Bajdy (dawna nazwa niem. Boyden) – wieś w Polsce położona w województwie warmińsko-mazurskim, w powiecie iławskim, w gminie Zalewo.
W latach 1975–1998 miejscowość administracyjnie należała do województwa olsztyńskiego. W latach 1945–1946 miejscowość nosiła nazwę Bajdowo
Wieś wzmiankowana w dokumentach z roku 1388 jako wieś pruska na 24 włókach. Pierwotna nazwa Boyden najprawdopodobniej wywodzi się od imienia Prusa – Boydy. W roku 1782 we wsi odnotowano 14 domów (dymów), natomiast w 1858 w 7 gospodarstwach domowych było 128 mieszkańców. W latach 1937–1939 było 240 mieszkańców. W roku 1973 wieś należała do powiatu morąskiego, gmina Zalewo, poczta Zalewo.